# Målselv
Målselv este o comună din provincia Troms, Norvegia.